# Girl (bande dessinée)
Pour les articles homonymes, voir Girl.
Girl est une série de bandes dessinées érotiques et pornographiques créées en 1990 par Kevin J. Taylor (dessin et scénario).

## Histoire
Girl est une jeune femme d'origine métisse, dotée d'une taille mince et d'une forte poitrine, qui est passionnée par le paranormal. Un beau jour, une amie propriétaire d'une boutique ésotérique lui confie un talisman qui lui confère la capacité d'entrer en contact avec le grand Malachi, un démon qui lui permet de réaliser tous ses souhaits. Par ailleurs, afin d'assurer sa subsistance, la jeune femme travaille dans une boîte de strip-tease dirigée par Brick, un personnage diabolique qui devient très vite son amant. Assurément, Girl se révèle rapidement experte dans tous les arts de l'érotisme demandés par les clients du peepshow dont elle est la vedette. 

## Commentaire
Bien que le graphisme de Kevin J. Taylor soit d'une extrême simplicité à la limite du professionnalisme, il s'en dégage une grande puissance érotique qui fait l'efficacité de cette bande dessinée évoluant dans une ambiance mythologique. L'héroïne est pulpeuse, les mâles membrés à l'excès, et l'ensemble dégage une atmosphère à la fois étrange et fortement érotique.

## Publications
Le personnage de Girl apparaît en 1990 dans la version espagnole de la revue Kiss Comix. En France, les aventures de Girl sont parues dans la version française de ce journal. Ces histoires ont fait l'objet de trois albums aux éditions BDérogène.
- Girl, tome 1 : Nuits torrides, éd. BDérogène, novembre 2000
- Girl, tome 2 : Pacte démoniaque, éd. BDérogène, février 2002
- Girl, tome 3 : Conspiration, éd. BDérogène, avril 2002